# Racine carrée
Racine carrée (estilizado como √) es el segundo álbum del músico belga Stromae. Fue lanzado en forma digital el 16 de agosto de 2013 y tres días más tarde en forma física en Francia y Bélgica.
Grabado en un ático, Stromae expresó su deseo de incorporar sonidos caribeños y africanos junto a sus característicos beats dance inspirados en los noventa. El álbum explora temáticas diversas como el aislamiento por las redes sociales, los problemas en las relaciones, la discriminación, los cigarrillos y el cáncer al pulmón, el SIDA y la ausencia de figura paterna. Previo a su lanzamiento oficial Racine carrée recibió aclamación crítica inmediata por sus contenido lírico y fue comparado con el cantautor belga Jacques Brel.
El álbum también ha sido un éxito comercial en todo el Este Europeo, incluyendo países no francoparlantes. Racine carrée ha ocupado los primeros lugares en las listas de popularidad en Francia, Bélgica y Suecia, así como también ha alcanzado el primer puesto en Canadá y Holanda y el top cuarenta en Alemania. En Bélgica, se ha mantenido en lo alto de las listas por varias semanas y ha sido certificado siete veces platino por la BEA (Asociación Bélgica de Entretenimiento). En Francia, el álbum ha sido certificado diamante por el SNEP (Sindicato Nacional de Edición Fonográfica) y se convirtió en uno de los álbumes más vendidos en los últimos años después de reunir más de un millón de copias vendidas después de su lanzamiento. Racine carrée ha producido hasta el momento tres sencillos exitosos: «Papaoutai», «Formidable» y «Tous les mêmes».

## Posicionamiento en listas
En Francia, Racine carrée debutó en el número uno con una de las mayores ventas del año: 80 882 unidades, de las cuales 55 597 fueron copias físicas y 25 285 descargas. La primera semana de ventas fueron más altas que las 75 000 copias que su anterior álbum, Cheese, vendió desde su lanzamiento. En la semana siguiente, el álbum vendió 50 901 copias, pero fue desplazado del número uno por el segundo volumen del álbum tributo Génération Goldman, el que vendió 59 274 unidades. A fines de septiembre y luego de solo seis semanas desde su lanzamiento, Racine carrée había cruzado la marca de las 300 000 unidades y ocupó el primer lugar de la lista durante cinco semanas no consecutivas En la última semana de octubre, el álbum superó al álbum de Daft Punk Random Access Memories como el álbum más vendido del 2013. En su décima primera semana, justo antes de Navidad, Racine Carrée se mantuvo en el número en su décima sexta semana no consecutiva con las mayores ventas semanales y la segunda mejor entrada de un álbum en el año 2013, 182 034 unidades, solo detrás de las 195 013 copias que Random Access Memories vendió en su primera semana. Esto permitió que superara el millón de copias vendidas en solo cuatro meses; el último álbum que había vendido un millón de copias había sido 21 (2011), al cual le tomó once semanas. Hasta fines de diciembre, se han vendido 1 013 397 copias en Francia desde el lanzamiento de Racine carrée en agosto.
En Europa francoparlante, Racine carrée también tuvo un éxito masivo. En su ciudad Bélgica, el segundo álbum de Stromae debutó en los primeros puestos de Bélgica, ambos francófono y neerlandófonos. En la primera, Racine carrée ha estado nueve semanas no consecutivas en el número uno, mientras que la segunda, ha permanecido en la cumbre de la lista por diecisiete semanas no consecutivas. A fines de diciembre, el álbum fue siete veces certificado platino por la Asociación Bélgica de Entretenimiento, significando ventas por sobre las 14 000 copias en el país. Además, Racine Carrée terminó el año como el álbum más vendido tanto en Flandes como en Valona. En Suiza, el álbum también debutó en el número uno y permaneció dos semanas más en el primer puesto de la lista. Al permaneces tres semanas en el número uno, Racine Carée se convirtió en el primer álbum francoparlante en lograrlo desde que el álbum de Céline Dion Au cœur du stade lo lograra en 1999. En Romandie, el álbum ha estado doce semanas no consecutives en el número uno y ha permanecido en el top 3 desde que fue lanzado en agosto. Por otro lado, Racine carrée ha sido certificado platino por la filial suiza de la Federación Internacional de la Industria Fonográfica, significando envíos de 20 000 unidades. In Canada, the album debuted within the top ten and remained in the chart for only three weeks.
El éxito del álbum no se ha limitado a los países de habla francesa; en otros lugares de Europa, el segundo álbum de estudio de Stromae lo ha logrado también, particularmente en Alemania y Holanda. En Alemania, Racine carrée debutó solo fuera del top veinte en las principales tablas de álbumes y en la primera posición en la principal tabla de álbumes digitales. En Holanda, el álbum debutó en el puesto número dieciséis; en la siguiente semana subió cinco posiciones hasta el número once, su mayor subida hasta entonces. Luego de bajar al top cuarenta y lograr posiciones tan bajas como el puesto cincuenta y siente por dos semanas, finalmente tuvo una recuperación reingresando por primera vez al top diez a mediados de diciembre. Justo antes de Navidad, Racine carrée logró subir tres posiciones al número siete, su mayor posición en la tabla hasta la fecha. De acuerdo a MegaCharts, el álbum finalizó el año como el quincuagésimo octavo álbum mejor vendido en Holanda.

## Sencillos
Racine carrée ha producido, hasta el momento, tres sencillos:
- «Papaoutai» fue lanzado como el primer sencillo a mediados de mayo de 2012. La autobiográfica canción cuenta la historia de un joven que busca a su padre. Stromae reveló que su padre fue asesinado durante el Genocidio en Ruanda de 1994. El video musical lo muestra adoptando el estilo y la posición de maniquí, representando a su padre ausente y «su versión joven» intentando interactuar con el maniquí. El sencillo se convirtió en un éxito instantáneo en Bélgica, donde permaneció varias semanas en el número uno; también alcanzó el top diez en Suiza y Luxemburgo, así como también países y regiones no francoparlantes como la República Checa, Flandes en Bélgica, Alemania y Holanda.
- «Formidable» fue lanzada como el segundo sencillo del álbum en junio de 2013. El video musical, filmado en las calles de Brussels, fue notorio particularmente por mostrar a Stromae deambulando en la Estación de metros Louise/Louiza durante el amanecer, donde el cantante parece estar completamente ebrio. La canción cuenta la historia de un hombre ebrio que acaba de separarse de su novia. Finalmente logró entrar a los primeros lugares de las listas en Francia y las regiones de habla francesa de Bélgica, entró al top diez en Holanda, en el top veinte de Suiza y en el top cuarenta de Austria y Alemania.
- «Tous les mêmes» fue lanzado oficialmente como el tercer sencillo del álbum en diciembre de 2013. La canción muestra rasgos variados y comportamientos estereotípicos de los hombres y las mujeres. El video musical muestra a Stromae un poco deprimido y enojado por la actitud de los hombres y lo que hacen, como una mujer; usando efectos de luz azules y rosas para ayudar a la interpretación. El sencillo se convirtió en el tercer número uno consecutivo de Racine carrée en Francia y Bélgica francófona, mientras entraba al top cinco en Flandes y entraba a los rankings de Holanda y Suiza.
- «Ta fête»
- «Ave Cesaria»
- «Carmen»
- «Quand c'est?»

## Lista de canciones
| N.º | Título           | Escritor(es)                | Producer(s)                                                                 | Duración |  |
| 1.  | «Ta fête»        | Stromae                     | Stromae Shameboy Thomas Azier                                               | 2:56     |  |
| 2.  | «Papaoutai»      | Stromae                     | Stromae Papa Dizzy Aron Ottignon                                            | 3:52     |  |
| 3.  | «Bâtard»         | Stromae                     | Stromae Noumoucounda Cissoko Thomas Azier                                   | 3:28     |  |
| 4.  | «Ave Cesaria»    | Stromae Orelsan             | Stromae Orelsan Mauricio Delgados Antonio Santos Vincent Peirani Schérazade | 4:09     |  |
| 5.  | «Tous les mêmes» | Stromae                     | Stromae Bart Maris                                                          | 3:33     |  |
| 6.  | «Formidable»     | Stromae                     | Stromae Lional Capouillez                                                   | 3:33     |  |
| 7.  | «Moules frites»  | Stromae                     | Stromae Guillaume Huguet                                                    | 2:38     |  |
| 8.  | «Carmen»         | Stromae Orelsan             | Stromae ("Inspired by George Bizet's Carmen")                               | 3:09     |  |
| 9.  | «Humain à l'eau» | Stromae                     | Stromae                                                                     | 3:59     |  |
| 10. | «Quand c'est?»   | Stromae                     | Stromae                                                                     | 3:00     |  |
| 11. | «Sommeil»        | Stromae                     | Stromae Tibass Kazematik                                                    | 3:38     |  |
| 12. | «Merci»          | Stromae                     | Stromae Thomas Azier Aron Ottingnon                                         | 3:54     |  |
| 13. | «AVF»            | Stromae Maître Gims Orelsan | Stromae Maître Gims Orelsan Atom                                            | 3:44     |  |

| iTunes Bonus Track |                                    |                     |                                  |          |  |
| N.º                | Título                             | Escritor(es)        | Producer(s)                      | Duración |  |
| 1.                 | «Papaoutai» (featuring Angel Haze) | Stromae, Angel Haze | Stromae Papa Dizzy Aron Ottignon | 3:51     |  |

## Listas y certificaciones
| Lista (2013/2014/2015)             | Posición más alta |
| ---------------------------------- | ----------------- |
| Belgian Albums (Ultratop Flanders) | 1                 |
| Belgian Albums (Ultratop Wallonia) | 1                 |
| Canadá (Billboard Canadian Albums) | 10                |
| French Albums (SNEP)               | 1                 |
| German Albums (Media Control)      | 21                |
| Dutch Albums (MegaCharts)          | 1                 |
| Swiss Albums (Schweizer Hitparade) | 1                 |

| Lista (2013)                    | Posición |
| ------------------------------- | -------- |
| Belgian Albums Chart (Flanders) | 1        |
| Belgian Albums Chart (Wallonia) | 1        |
| Dutch Albums Chart              | 58       |
| Swiss Albums Chart              | 5        |

| País           | Certificación | Ventas                  |
| -------------- | ------------- | ----------------------- |
| Bélgica (BEA)  | 12× Platino   | 240,000[cita requerida] |
| Francia (SNEP) | 4× Diamond    | 1,900,000               |
| Suiza(IFPI)    | 5× Platino    | 150,000                 |

## Lanzamiento
| País    | Date                 | Format       | Label           |
| ------- | -------------------- | ------------ | --------------- |
| Belgium | 16 de agosto de 2013 | CD, download | Mercury Records |
| France  | 16 de agosto de 2013 | CD, download | Mercury Records |